# Arboras
Arboras (okzitanisch: Arboraç) ist ein südfranzösischer Ort und eine Gemeinde mit 104 Einwohnern (Stand: 1. Januar 2022) im Département Hérault in der Region Okzitanien. Die Gemeinde gehört zum Arrondissement Lodève und zum Kanton Gignac. Die Einwohner werden Arborassiens genannt.

## Lage
Arboras liegt etwa 46 Kilometer nordnordöstlich von Béziers und etwa 33 Kilometer westnordwestlich von Montpellier. Umgeben wird Arboras von den Nachbargemeinden Saint-Privat im Norden und Nordwesten, Montpeyroux im Süden und Osten sowie Saint-Saturnin-de-Lucian im Süden und Westen. 

## Bevölkerungsentwicklung
| Jahr                       | 1962 | 1968 | 1975 | 1982 | 1990 | 1999 | 2006 | 2017 |
| Einwohner                  | 73   | 69   | 82   | 62   | 69   | 74   | 84   | 121  |
| Quellen: Cassini und INSEE |      |      |      |      |      |      |      |      |

## Sehenswürdigkeiten
- Schloss Arboras aus dem 17. Jahrhundert, Monument historique seit 1990